# ヴェンセル・エル・デサモール
『ヴェンセル・エル・デサモール』（スペイン語: Vencer el desamor）は、メキシコのテレビドラマ。ラス・エストレージャスで2020年10月12日から2021年2月19日まで放送された。

## 登場人物

### 主な登場人物
アリアドナ・ロペス・エルナンデス
演 - クラウディア・アルバレス
アルバロ・ファルコン・アルバラン
演 - ダビッド・ゼペダ
バルバラ・アルバラン・デ・ファルコン
演 - ダニエル・ロモ
オルガ・コリャード
演 - アルタイル・ハラボ
エドゥアルド・ファルコン・アルバラン
演 - フアン・ディエゴ・コバルビアス
ガエル・ファルコン・アルバラン / ロンメル・グアジャルド
演 - エマヌエル・パロマレス
ダフネ・ファルコン・ミランダ
演 - ジュリア・ウルビニ
ジェンマ・コロナ
演 - バレンチナ・ブズロ